# 福原俊丸
福原 俊丸（ふくばら としまる、1876年〈明治9年〉8月18日 - 1959年〈昭和34年〉2月1日）は、日本の華族（男爵）。貴族院議員。旧宇部領主福原家第27代当主。

## 経歴
- 明治34年（1901年） - 帝国大学機械工学科卒[3]
- 京都帝国大学理工科 講師[2][3]
- 東京砲兵工廠傭員[4]
- 大蔵省臨時建築部技師[4]
- 明治39年（1906年）9月6日 - 大蔵省臨時建築部第一課勤務[5]
- 明治44年（1911年）7月3日 - 大蔵省臨時建築部横浜支部兼務[6]
- 大正3年（1914年）3月12日 - 貴族院議員補欠選挙当選[7]
- 大正7年（1918年）7月9日 - 貴族院議員 任期満了[8]
  - 7月16日 - 貴族院議員 当選[8]
- 大正14年（1925年）7月9日 - 貴族院議員 任期満了[9]
  - 7月10日 - 貴族院議員 当選[9]
- 昭和17年（1942年）7月11日 - 隠居[10]

## 栄典
- 1900年（明治33年）5月9日 - 男爵[10][11]
- 1912年（大正元年）12月18日 - 勲五等瑞宝章[12]
- 1916年（大正5年）4月1日 - 勲四等瑞宝章[13]
- 1921年（大正10年）7月1日 - 正四位[14]
- 1924年（大正13年）5月31日 - 勲三等瑞宝章[15]
- 1940年（昭和15年）8月1日 - 正三位[16]

## 親族
- 父：福原良通（1847 - 1882） - 裁判官。
- 妻：児玉つる（1887 - ?） - 児玉恕忠の養妹。
  - 長男：俊一郎（1906 - ?） - 文学士。1937年6月28日に廃嫡となる。
  - 長女：博子（1907 - ?） - 千代田高等女学校卒業。医師・山田鉄郎の妻。
  - 次男：仰治（1909 - ?）
  - 次女：香代（1915 - ?） - 女子学習院卒業。
- 養子
  - 男子：福原元宏（1936 - ） - 毛利元道の次男。1942年、6歳で家督を相続。